# Liste d'élections en 1807
Chronologie des élections
- 1803
- 1804
- 1805
- 1806
- 1807
- 1808
- 1809
- 1810
- 1811

Cet article recense les élections organisées durant l'année 1807.

Dans les premières années du XIXe siècle, seuls deux pays organisent des élections nationales : le Royaume-Uni et les États-Unis.

## Élections nationales en 1807
| Date                        | État        | Élection ou référendum                    | Contexte | Résultat |
| --------------------------- | ----------- | ----------------------------------------- | --- | --- |
| 4 mai - 9 juin              | Royaume-Uni | Législatives                              | Le gouvernement du Premier ministre Lord Grenville (Parti whig : progressiste) ayant souhaité introduire le droit pour les catholiques de servir comme officiers dans les forces armées, le roi George III a démis le gouvernement et nommé un gouvernement tory (conservateur) dirigé par William Cavendish-Bentinck, duc de Portland. Ce nouveau gouvernement n'ayant pas la confiance de la Chambre des communes élue en 1806, des élections anticipées ont lieu. | La majorité des élus, de factions différentes, soutiennent le gouvernement, et le duc de Portland demeure Premier ministre. Le Parti whig perd la moitié de ses sièges. À partir de 1808, le Whig George Ponsonby est reconnu comme premier chef de l'opposition officielle à la Chambre des communes. |
| 29 avril 1806 - 4 août 1807 | États-Unis  | Législatives (chambre (en) et sénat (en)) | | Le Parti républicain-démocrate (antifédéraliste, républicain (en)), favorable au président Thomas Jefferson, conserve la majorité absolue des sièges dans les deux chambres. |